# Европско првенство у атлетици у дворани 1970 — 60 метара за жене
Такмичење у дисциплини трчања на 60 метара у женској конкуренцији на првом Европском првенству у атлетици у дворани 1970. одржано је у Градској дворани у Бечу 14. и 15. марта.

## Земље учеснице
Учествовало је 14 такмичарки из 12 земаља. 
1. Аустрија (1)
2. Данска (1)
3. Западна Немачка (1)
4. Источна Немачка (1)
5. Италија (1)
6. Пољска (1)
7. Румунија (1)
8. Совјетски Савез (2)
9. Француска (2)
10. Холандија (1)
11. Чехословачка (1)
12. Швајцарска (1)

## Рекорди
Извор:
| Рекорди пре почетка Европског првенства у дворани 1970.             | Рекорди пре почетка Европског првенства у дворани 1970. | Рекорди пре почетка Европског првенства у дворани 1970. | Рекорди пре почетка Европског првенства у дворани 1970. | Рекорди пре почетка Европског првенства у дворани 1970. | Рекорди пре почетка Европског првенства у дворани 1970. |                                          |
| ------------------------------------------------------------------- | ------------------------------------------------------- | ------------------------------------------------------- | ------------------------------------------------------- | ------------------------------------------------------- | ------------------------------------------------------- | ---------------------------------------- |
| Светски рекорд                                                      | Татјана Шчелканова                                      | СССР                                                    | 7,1                                                     | Лењинград, СССР                                         | 25. фебруар 1961.                                       |                                          |
| Светски рекорд                                                      | Ренате Мајснер                                          | ДДР                                                     | 7,1                                                     | Гере, Француска                                         | 1. фенруар 1970.                                        |                                          |
| Светски рекорд                                                      | Ренате Мајснер                                          | ДДР                                                     | 7,1                                                     | Магдебург, Источна Немачка                              | 7. фебруар 1970.                                        |                                          |
| Европски рекорд                                                     | Татјана Шчелканова                                      | СССР                                                    | 7,1                                                     | Лењинград, СССР                                         | 25. фебруар 1961.                                       |                                          |
| Европски рекорд                                                     | Ренате Мајснер                                          | ДДР                                                     | 7,1                                                     | Гере, Француска                                         | 1. фенруар 1970.                                        |                                          |
| Европски рекорд                                                     | Ренате Мајснер                                          | ДДР                                                     | 7,1                                                     | Магдебург, Источна Немачка                              | 7. фебруар 1970.                                        |                                          |
| Рекорди европских првенстава                                        | Ово је прво Европско првенство у дворани                | Ово је прво Европско првенство у дворани                | Ово је прво Европско првенство у дворани                | Ово је прво Европско првенство у дворани                | Ово је прво Европско првенство у дворани                | Ово је прво Европско првенство у дворани |
| Рекорди после завршеног Европског првенства 1970. елекронско мерење |                                                         |                                                         |                                                         |                                                         |                                                         |                                          |
| Светски рекорд                                                      | Ренате Мајснер                                          | Источна Немачка                                         | 7,3                                                     | Беч, Аустрија                                           | 15. март 1971.                                          |                                          |
| Европски рекорд                                                     | Ренате Мајснер                                          | Источна Немачка                                         | 7,3                                                     | Беч, Аустрија                                           | 15. март 1971.                                          |                                          |
| Рекорди европских првенстава                                        | Ренате Мајснер                                          | Источна Немачка                                         | 7,3                                                     | Беч, Аустрија                                           | 15. март 1971.                                          |                                          |

## Освајачице медаља
|                                    |                               |                                  |
| Ренате Мајснер 7,4 Источна Немачка | Силвијан Телије 7,5 Француска | Вилма ван ден Берг 7,5 Холандија |

## Резултати
Такмичење у овој дисциплини одржано је у три нивоа: квалификације, полуфинале и финале. Све је одржано 15. марта.

### Квалификације
У квалификацијама такмичарке су били подељене у три групе: прву и друга са пет, и трећа са 4 такмичарке. У полуфинале су се квалификовале по четири првопласиране из све три групе (КВ)
| Позиција | Група | Атлетичарка         | Националност    | Време | Белешка                |
| -------- | ----- | ------------------- | --------------- | ----- | ---------------------- |
| 1.       | 1     | Ренате Мајснер      | Источна Немачка | 7,3   | КВ СРд, ЕРд, РЕПд, НРд |
| 2.       | 1     | Силвијан Телије     | Француска       | 7,5   | КВ                     |
| 3.       | 2     | Вилма ван ден Берг  | Холандија       | 7,5   | КВ                     |
| 4.       | 2     | Мирослава Сарна     | Пољска          | 7,5   | КВ                     |
| 5.       | 1     | Елеонора Монорану   | Румунија        | 7,6   | КВ                     |
| 6.       | 3     | Анергрет Ирганг     | Западна Немачка | 7,6   | КВ                     |
| 7.       | 2     | Надежда Бесфамилна  | Совјетски Савез | 7,6   | КВ                     |
| 8.       | 1     | Бригите Ортнер      | Аустрија        | 7,7   | КВ                     |
| 9.       | 3     | Вера Попкова        | Совјетски Савез | 7,7   | КВ                     |
| 10.      | 3     | Елсе Хадруп         | Данска          | 7,7   | КВ                     |
| 11.      | 3     | Чечилија Молинари   | Италија         | 7,7   | КВ                     |
| 12.      | 1     | Елизабеt Валдбургер | Швајцарска      | 7,7   |                        |
| 13.      | 2     | Алена Возакова      | Чехословачка    | 7,8   | КВ                     |
| 14.      | 2     | Габријел Меје       | Француска       | 7,8   |                        |

### Полуфинале
Полуфиналисти су били подељени у две групе по шест атлетичарки, а за шест места у финалу су се пласирале по три првопласираних из обе полуфиналне групе (КВ).
| Позиција | Група | Атлетичар          | Националност    | Време | Белешка |
| -------- | ----- | ------------------ | --------------- | ----- | ------- |
| 1.       | 1     | Ренате Мајснер     | Источна Немачка | 7,4   | КВ      |
| 2.       | 1     | Вилма ван ден Берг | Холандија       | 7,5   | КВ      |
| 3.       | 1     | Анергрет Ирганг    | Западна Немачка | 7,5   | КВ      |
| 4.       | 2     | Силвијан Телије    | Француска       | 7,5   | КВ      |
| 5.       | 2     | Мирослава Сарна    | Пољска          | 7,5   | КВ      |
| 6.       | 2     | Надежда Бесфамилна | Совјетски Савез | 7,6   | КВ      |
| 7.       | 1     | Елеонора Монорану  | Румунија        | 7,6   |         |
| 8.       | 1     | Елсе Хадруп        | Данска          | 7,6   |         |
| 9.       | 1     | Вера Попкова       | Совјетски Савез | 7,7   |         |
| 10.      | 2     | Бригите Ортнер     | Аустрија        | 7,7   |         |
| 11.      | 2     | Чечилија Молинари  | Италија         | 7,7   |         |
| 12.      | 2     | Алена Возакова     | Чехословачка    | 7,7   |         |

### Финале
| Пласман | Атлетичар          | Земља           | Резултат | Белешка |
| ------- | ------------------ | --------------- | -------- | ------- |
|         | Ренате Мајснер     | Источна Немачка | 7,4      |         |
|         | Силвијан Телије    | Француска       | 7,5      |         |
|         | Вилма ван ден Берг | Холандија       | 7,5      |         |
| 4.      | Надежда Бесфамилна | Совјетски Савез | 7,6      |         |
| 5.      | Мирослава Сарна    | Пољска          | 7,6      |         |
| 6.      | Анергрет Ирганг    | Западна Немачка | 7,6      |         |